# The Eyes of Alice Cooper
| Recensione                | Giudizio |
| ------------------------- | -------- |
| Rolling Stone Album Guide | [ 1 ]    |

The Eyes of Alice Cooper è il ventitreesimo album in studio di Alice Cooper. Viene pubblicato il 23 settembre 2003 per l'Etichetta discografica Eagle Records.

## Tracce
1. What Do You Want From Me? - (Cooper/Dover/Reid) – 3:24
2. Between High School & Old School - (Cooper/Dover/Roxie) – 3:01
3. Man Of The Year - (Cooper/Dover/Roxie) – 2:51
4. Novocaine - (Cooper/Dover/Roxie) – 3:07
5. Bye Bye, Baby - (Cooper/Dover/Roxie) – 3:27
6. Be With You A while - (Cooper/Dover) – 4:17
7. Detroit City - (Cooper/Garric/Roxie) – 3:58
8. Spirits Rebellious - (Cooper/Dover/Roxie) – 3:35
9. This House Is Haunted - (Cooper/Dover/Roxie) – 3:30
10. Love Should Never Feel Like This - (Cooper/Dover/Roxie) – 3:32
11. The Song That Didn't Rhyme - (Cooper/Dover/Roxie) – 3:17
12. I'm So Angry - (Cooper/Dover/Roxie) – 3:36
13. Backyard Brawl - (Cooper/Dover/Roxie) – 2:36

## Formazione
- Alice Cooper - voce, armonica
- Ryan Roxie - chitarra
- Eric Dover - chitarra
- Chuck Garric - basso
- Eric Singer - batteria

### Altri membri
- Wayne Kramer - chitarra in "Detroit City"